# Saniya Habboub
M. Habboub (también Saniyeh, Sania o Saniyya) (en árabe: سنية حبوب‎; 1901 — septiembre de 1983) fue una médica libanesa. Fue la primera mujer libanesa en estudiar medicina en el extranjero y en graduarse en el Colegio Médico Femenino de Pensilvania, donde obtuvo su título de medicina en 1931. Más tarde trabajó con la Cruz Roja libanesa.

## Trayectoria
Saniya Moustafa Habboub nació en Beirut, en una familia musulmana, hija de Moustafa Habboub, un comerciante de cuero libanés, y Adla al-Jazairy, que procedía de Turquía . Su madre era analfabeta, pero admiraba a las mujeres educadas e insistió en que la educación de Saniya fuera una prioridad. Saniya Habboub asistió al American Junior College for Women y a la Universidad Americana de Beirut(AUB). Debido a que las mujeres no eran admitidas en el programa médico de AUB en ese momento, decidió obtener su título de medicina en los Estados Unidos, siendo la primera mujer libanesa en obtenerlo.
Habboub terminó la escuela de medicina en el Colegio Médico Femenino de Pensilvania en 1931, como única graduada árabe de la escuela. Se quedó en los Estados Unidos hasta 1932, para continuar su formación en ginecología y obstetricia.
Habboub regresó al Líbano en 1932 y abrió una pequeña clínica con servicios gratuitos para mujeres que no podían pagar. Fue la primera médica formada en el extranjero que abrió un consultorio en Beirut. Posteriormente, trabajó con la Cruz Roja Libanesa. También ejerció la medicina en el Hogar de Huérfanos Musulmanes y en la Asociación Musulmana de Mujeres Jóvenes.
Murió en 1983, a la edad de 82 años.

## Reconocimientos
- En 1982 recibió una "Medalla al Mérito de la Salud" otorgada por el gobierno libanés para conmemorar su quincuagésimo año como médica.[10]
- Hay una calle Sania Habboub en la sección Ramlet al-Baida de Beirut, nombrada en su memoria.[11]